# Cimitirul ostașilor căzuți în Primul Război Mondial din Sinaia
Cimitirul ostașilor căzuți în Primul Război Mondial din Sinaia este un ansamblu de monumente istorice aflat pe teritoriul orașului Sinaia.